# Василий (име)
Вижте пояснителната страница за други значения на Василий.
Василий (на гръцки: basíleios) е мъжко име, означава „царски“, „царствен“
Василий има имен ден на 1 януари – Васильовден. На този ден християнството отбелязва деня на Св. Василий Велики.

## Известни хора, носещи име Василий
- Василий I Македонец (811 – 886), ромейски император
- Василий II Българоубиец (938 – 1025), византийски император от Македонската династия
- Василий III Константинополски (1846 – 1929), константинополски патриах
- Василий Баженов (1737 – 1799), руски архитект, художник, теоретик и преподавател по архитектура
- Василий Блохин (1895 – 1955), деятел на съветските органи за сигурност
- Василий Велики (330 – 379), християнски светец, архиепископ на Кесария Кападокийска, църковен писател и богослов
- Василиос Котрониас (1964), гръцки шахматист и автор на шахматна литература, гросмайстор
- Василий Лупу, (1595 – 1661), молдовски княз
- Василис Торосидис (1985), гръцки футболист